# Regierungsbezirk (Bayern)

Die 7 Regierungsbezirke Bayerns

Die Regierungsbezirke in Bayern sind geographisch deckungsgleich mit den Bezirken in Bayern, unterscheiden sich aber bezüglich ihrer Stellung im Staatsaufbau, Aufgaben und Organe/Leitung. Sie sind Teil der Staatsverwaltung und daher keine kommunale Gebietskörperschaft.

## Gebiet
Das bayerische Staatsgebiet unterteilt sich nach Artikel 9 Absatz 1 der Verfassung des Freistaates Bayern in Regierungsbezirke, dort als „Kreise“ (ursprünglicher Begriff) bezeichnet.
Dort, wo die Verfassung von „Bezirken“ spricht, sind die Landkreise gemeint.
Das Königreich Bayern hatte noch vor Preußen sein Gebiet 1806 in Kreise gegliedert. Die Bezeichnung „Kreis“ wurde in der NS-Zeit jedoch der preußischen Bezeichnung „Regierungsbezirk“ angeglichen und im Jahre 1939 wurden andererseits die „Bezirksämter“ in „Landkreise“ umbenannt, was die Bayerische Verfassung jedoch kurz nach dem Zweiten Weltkrieg ignorierte.

## Stellung im Staatsaufbau
Ein Regierungsbezirk ist eine „Behörde der bayerischen Staatsverwaltung“. Genauer befindet sich diese „Mittelbehörde im dreistufigen Verwaltungsaufbau zwischen den bayerischen Staatsministerien und den Behörden der Unterstufe (z. B. Landratsämter)“. Anders als bei den Landratsämtern, die gleichzeitig staatliche und kommunale Behörde sind, liegt hier nur eine staatliche Behörde vor, da Regierungsbezirke und räumlich deckungsgleiche Bezirke voneinander getrennt sind.

## Aufgaben
- Die Regierung bündelt und koordiniert die fachlichen Interessen der bayerischen Staatsministerien auf der Ebene des Regierungsbezirks.[3]
- Staatliche Förderung privater und öffentlicher Vorhaben[3]
- Staatliche Aufsicht über eine Vielzahl nachgeordneter Behörden und Gebietskörperschaften; Widerspruchsbehörde[3]

## Organe / Leitung
In jedem Regierungsbezirk gibt es eine Regierung, allgemein „Bezirksregierung“ genannt; im Konkreten dann beispielsweise Regierung von Schwaben, Regierung von Mittelfranken. „Geleitet wird die Regierung vom Regierungspräsidenten, der auch die Staatsregierung vor Ort repräsentiert“. „Der Regierungspräsident wird von der Staatsregierung ernannt“.

## Unterschied zu den Bezirken
Bezirke entstehen „von unten“. Sie sind ein – wegen der Deckungsgleichheit räumlich vorgegebener – Zusammenschluss mehrerer Landkreise und kreisfreier Gemeinden, um Aufgaben zu erledigen, die diese einzeln nicht erledigen könnten. Auch das Organ, das den Bezirk lenkt, der Bezirkstag, kommt „von unten“: Er wird direkt vom Volk gewählt.
Ein Regierungsbezirk hingegen kommt „von oben“. Die Bayerische Staatsregierung, die für den gesamten Freistaat Bayern zuständig ist, setzt „von oben“ eine Regierung ein, um ihre Politik in den sieben Teilgebieten des Freistaats besser durchsetzen zu können.

## Die sieben Regierungsbezirke in Bayern
| Lage | Regierungsbezirk | Abkürzung | Regierung                   | Regierungssitz |
| ---- | ---------------- | --------- | --------------------------- | -------------- |
|      | Oberbayern       | OBay.     | Regierung von Oberbayern    | München        |
|      | Niederbayern     | NBay.     | Regierung von Niederbayern  | Landshut       |
|      | Oberpfalz        | OPf.      | Regierung der Oberpfalz     | Regensburg     |
|      | Oberfranken      | OFr.      | Regierung von Oberfranken   | Bayreuth       |
|      | Mittelfranken    | MFr.      | Regierung von Mittelfranken | Ansbach        |
|      | Unterfranken     | UFr.      | Regierung von Unterfranken  | Würzburg       |
|      | Schwaben         | Schw.     | Regierung von Schwaben      | Augsburg       |
|      | Bayern           | BY        | Bayerische Staatsregierung  | München        |